# Singular: Act II
Singular: Act II es el cuarto álbum de estudio de la cantante estadounidense Sabrina Carpenter, lanzado el 19 de julio de 2019 por Hollywood Records. Carpenter escribió y grabó las canciones en 2017 y 2019, al mismo tiempo que el Act I y se extendió más allá del lanzamiento Carpenter originalmente tenía la intención de lanzar el álbum junto con el Act I como un álbum completo titulado Singular, sin embargo, Carpenter dividió el álbum debido a diferencias en el contenido lírico. Del álbum se desprenden los sencillos «Pushing 20», «Exhale» y «In My Bed». El álbum también presenta una aparición especial del rapero estadounidense Saweetie.

## Antecedentes y lanzamiento
El 2 de junio de 2018, Carpenter anunció oficialmente su tercer álbum de estudio Singular, y que estaba programado para su lanzamiento en el invierno de 2018. El 22 de octubre de 2018, Carpenter anunció que Singular sería lanzado en dos actos, con el act I lanzado el 9 de noviembre de 2018 y el acto II "próximamente". Después del lanzamiento de Act I, Carpenter reveló que Act II se lanzaría a principios de 2019.  El 13 de febrero de 2019, Carpenter reveló en una entrevista en el Grammy Museum que el álbum vendrá junto con su gira.  El 2 de marzo de 2019, Carpenter interpretó dos nuevas canciones del álbum, "Pushing 20" y "Exhale", en el show de apertura de su gira en Orlando, Florida. El 3 de mayo de 2019, Carpenter cambió su Instagram Singular: Act I a Singular: Act II. Esto coincidió con el lanzamiento de "Exhale". El 9 de mayo de 2019, la revista Nylon informó que Carpenter había programado el 26 de julio de 2019 como la fecha de lanzamiento de Singular: Act II.  El 14 de mayo de 2019, Carpenter publicó un fragmento de una de las canciones del álbum en Twitter, luego se reveló como "Tell Em". Ella publicó otro fragmento el 31 de mayo de 2019 en su instagram, luego reveló que estaba "In My Bed".
El 4 de junio de 2019, Carpenter reveló la portada del álbum enviándola a sus fanáticos en varias ciudades de los Estados Unidos utilizando la función AirDrop de Apple. Más tarde ese día, Carpenter anunció formalmente el álbum a través de sus redes sociales y que la fecha de lanzamiento se había retrasado hasta el 19 de julio de 2019. Carpenter reveló la lista de canciones al día siguiente.  Las per-órdenes para el álbum comenzaron el 7 de junio de 2019.

## Composición
Musicalmente, Singular: Act II es un álbum dance-pop y R&B con influencias de hip-hop y trap. Líricamente, el álbum trata de autorreflexión y autodescubrimiento. La canción de apertura del álbum "In My Bed", una canción dance-pop y electropop con influencias del synth-pop, trata sobre cuándo la vida se siente como algo difícil de tratar. Carpenter lo describió como "abrir la puerta" a Singular: Act II. La segunda canción del álbum es "Pushing 20", que Carpenter escribió para su vigésimo cumpleaños en mayo de 2019.  La canción es una canción dance-pop y R&B con influencias del trap y hip-hop que líricamente trata de no escuchar opiniones de otros y ser uno mismo. "I Can't Stop Me" es una canción de trap-pop y R&B con influencias de hip-hop que trata sobre cuando una persona importante trata de decirte lo que es bueno para ti. Es la única colaboración del álbum con Saweetie. "I'm Fakin" es una canción, dance-pop y tropical house sobre los altibajos de una relación. "Take Off All Your Cool" se trata de cuando alguien está siendo otra persona en lugar de uno mismo. "Tell Em" se trata de no deberle a nadie una explicación de lo que uno hace. "Exhale", que Carpenter describe como su "canción más personal hasta ahora" es una balada electro-R&B sobre la ansiedad. "Take You Back" se trata de darse cuenta de que ya no necesitas a alguien en tu vida. La canción de cierre del álbum titulada "Looking At Me" es una canción pop latino influenciada por el hip-hop sobre tener confianza en uno mismo y ser el centro de atención.

## Promoción
En apoyo de Singular: Act I y Singular: Act II , Carpenter se embarcó en el Singular Tour en marzo de 2019.

## Sencillos
"Pushing 20" fue lanzado como el sencillo principal del álbum el 8 de marzo de 2019. La canción fue lanzada antes del vigésimo cumpleaños de Carpenter y fue la octava en ser interpretada en el Singular Tour. Larisha Paul de Earmilk comentó sobre la canción diciendo: "El sencillo muestra a Carpenter continuando tocando en áreas de producción previamente inexploradas dentro de su discografía, con su producción rebosante y de graves que se basa en gran medida en elementos de trap influenciados por el hip-hop mientras se mantiene fiel a un sonido pop distinto".
"Exhale" fue lanzado como el segundo sencillo del álbum el 3 de mayo de 2019. Carpenter describió la canción como su "canción más personal hasta ahora" y fue interpretada como el bis en el Singular Tour. La canción recibió un video musical, dirigido por Mowgly Lee, lanzado el 17 de mayo de 2019. El 7 de junio de 2019, Singular: Act II se puso a disposición para pre-venta, y el tercer sencillo, "In My Bed", fue lanzado al mismo tiempo. El video musical de la canción fue lanzado a través de la revista Marie Claire el 28 de junio de 2019.

### Sencillo promocional
El primer sencillo promocional del álbum, "I'm Fakin", fue lanzado el 12 de julio de 2019, una semana antes del lanzamiento del álbum.

## Lista de canciones
| N.º   | Título                           | Escritor(es)                                                                        | Productor(es)                     | Duración |  |
| 1.    | «In My Bed»                      | Sabrina Carpenter, Steph Jones, Mike Sabath                                         | Sabath, Jones                     | 3:09     |  |
| 2.    | «Pushing 20»                     | Carpenter, Warren "Oak" Felder, Paul Guy Shelton II                                 | Felder                            | 2:46     |  |
| 3.    | «I Can't Stop Me» (con Saweetie) | Carpenter, Brett McLaughlin, Mikkel Eriksen, Diamonté "Saweetie" Harper, Gino Borri | Stargate, Tim Blacksmith, Danny D | 3:41     |  |
| 4.    | «I'm Fakin»                      | Carpenter, Katie Pearlman, Jackson Morgan, Andrés Torres, Mauricio Rengifo          | Torres, Rengifo                   | 2:55     |  |
| 5.    | «Take Off All Your Cool»         | Felder, Carpenter, Jones, Trevor Brown, Zaire Koalo                                 | Felder, Brown, Koalo              | 3:03     |  |
| 6.    | «Tell Em»                        | Carpenter, Bianca Atterberry, Sidney Swift, Dayyon Alexander Drinkard               | Swift, Drinkard                   | 4:40     |  |
| 7.    | «Exhale»                         | Johan Carlsson, Ross Golan, Carpenter                                               | Carlsson, Noah Passovoy           | 2:44     |  |
| 8.    | «Take You Back»                  | Jonas Jeberg, McLaughlin, Chloe Angelides, Carpenter                                | Jeberg                            | 2:48     |  |
| 9.    | «Looking at Me»                  | Carlsson, James Alan Ghaleb, Carpenter                                              | Carlsson                          | 3:00     |  |
| 28:46 |                                  |                                                                                     |                                   |          |  |

| Singular Act. II – Edición Japonesa |                                             |                                                   |                                                          |          |  |
| N.º                                 | Título                                      | Escritor(es)                                      | Productor                                                | Duración |  |
| 10.                                 | «Sue Me» (A Cappella)                       | Zaire Koalo Trevourious OAK Steph Jones Carpenter | Andrea Bacchetti                                         | 3:22     |  |
| 11.                                 | «Alien» (con Jonas Blue) (Versión Acústica) | Carpenter Jonas Blue Jin Jin                      | Andrea Bacchetti Grace Archuleta Zo Zosak Ryan Kravontka | 3:22     |  |